# Nyesettvár
Nyesettvár egy mára elpusztult Árpád-kori kisvár a Mátrában, Gyöngyössolymos területén, Galyatető közelében. 812 méteres tengerszint feletti magasságával a mai Magyarország területén fekvő várak közül ez a második legmagasabban fekvő erősség.

## Fekvése
A vár a falutól 9,5 km-re, Galyatető és a Kis-Galya közötti gerincből kiálló csúcson, 812 méteres magasságban fekszik. A csúcs a környező völgyek fölé 200 méterrel emelkedik. Galyatetőről jelzett úton kb. 20 perc alatt lehet megközelíteni.

## Története
Nyesettvár nem szerepel az oklevelekben, így története szinte teljesen ismeretlen előttünk. Feltehetően a környéken birtokos Aba nemzetség Solymosi ága építette, talán a 11. században. Valószínűleg a 14. századra már elpusztult.

## Kutatása
1864-ben Pesty Frigyes szerint még felismerhetőek voltak a vár romjai és sáncai. Gerecze Péter 1906-ban, Bartalos Gyula 1909-ben említette. Pásztor József 1911-ben és 1913-ban is írt róla, alaprajzát is közölte. Fehér Tibor 1975-ben és 1978-ban, Csorba Csaba 1977-ben, Sándorfi György pedig 1979-ben megjelent írásában szerepelt a vár. Az 1980-as évek elején Dénes József és Skerletz Iván vizsgálták és mérték fel a várat. Ekkor nagyobb mennyiségű Árpád-kori kerámiára bukkantak. A várral foglalkozott még Dénes József 1990-ben és Szádeczky-Kardoss Géza 2005-ben megjelent írása is.

## Leírása
A vár területe 0,12 hektár, alakja egy babszemhez hasonló, melynek a keleti oldala a domború. Legnagyobb méretei 41 x 36,5 méter, bejárata a délnyugati részén lehetett. Az elegyengetett belső terület ma látható, habarcs nélkül rakott kövei arra utalnak, hogy itt egy 25 méter hosszú, három részből álló talpas boronaház állhatott.
A vár körül egy 9 méter széles árok fut körbe. Ennek nyugati részén egy terasz helyezkedik el, mely a várba felvezető út alapja lehetett. Az árokból kitermelt köveket annak külső részén sáncszerűen felhalmozták. A vár területét napjainkban erdő borítja.